# Chrysomela knabi
Chrysomela knabi är en skalbaggsart som beskrevs av Brown 1956. Chrysomela knabi ingår i släktet Chrysomela och familjen bladbaggar.

## Underarter
Arten delas in i följande underarter:
- C. k. knabi
- C. k. hesperia